# Allen County (Kansas)
Allen County je okres ve státě Kansas v USA. K roku 2010 zde žilo 13 371 obyvatel. Správním městem okresu je Iola. Celková rozloha okresu činí 1 308 km².

## Sousední okresy
| Růžice kompasu | Coffey County  | Anderson County       | Linn County    | Růžice kompasu |
| Růžice kompasu | Woodson County | Sever                 | Bourbon County | Růžice kompasu |
| Růžice kompasu | Woodson County | Allen County (Kansas) | Bourbon County | Růžice kompasu |
| Růžice kompasu | Woodson County | Jih                   | Bourbon County | Růžice kompasu |
| Růžice kompasu | Wilson County  | Neosho County         | Bourbon County | Růžice kompasu |